# Jeff Satur
Jeff Worakamol Satoe (nascido em 6 de março de 1995), cujo apelido é Jeff Satur, é um cantor, ator e modelo tailandês de ascendência chinesa, inglesa e tailandesa.

## Carreira
Ao competir nas audições para a primeira temporada do The Voice na Tailândia, foi recrutado pelo Grupo RS como trainee na gravadora Kamikaze. Estreou com The Demo em 2013; usou o nome Jeff Garden Music de 2014 a 2016; suspendeu a carreira de ator em 2017; de 2018 ao início de 2020, atuou como trainee na gravadora GRAND MUSIK do GMM Grammy; lançou um single pela Passenger Records no início de 2021; e desde novembro de 2021 é um artista da Wayfer Records, uma gravadora da Warner Music Tailândia. Durante este período, trabalhou em um single que será lançado em janeiro de 2022 pelo projeto Tero Music.
Participa do projeto Warpers desde 2018. Em 2019, fez a sua primeira participação como ator no curta-metragem He She It, e continua atuando em séries de TV e peças de teatro. Em 2022, ele chamou a atenção por sua atuação em KinnPorsche: The Series e por cantar a música tema "แค่เธอ" (Why Don't You Stay). Ele ingressou à Be On Cloud de julho de 2022 a fevereiro de 2023. Durante este período, a empresa e a Warner Music Tailândia administraram conjuntamente seu trabalho de atuação.
Jeff atuou na peça Closer pela primeira vez em 2022. A peça teatral é produzida pela LiFE Creator e adaptada da obra de 1997 do dramaturgo britânico Patrick Marber. Jeff participou de 7 apresentações em agosto e também escreveu e cantou músicas para a peça, que mais tarde foi renomeada como Stranger e lançada oficialmente.
A partir de novembro de 2022, o estúdio pessoal Studio On Saturn será operado externamente.
Em fevereiro de 2023, o primeiro concerto solo no exterior JEFF SATUR LIVE ON SATURN será realizado na Indonésia e fará uma turnê por Cingapura, Bangkok e outras cidades. Em julho do mesmo ano, foi ao Brasil se apresentar em um festival de música.

## Vida
Jeff nasceu em 6 de março de 1995 em Banguecoque, capital da Tailândia. Ele tem um irmão mais novo chamado Jesse. Os dois têm quase a mesma idade e aparência semelhante, então Jesse é frequentemente confundido com seu irmão mais velho, Jeff, pelos repórteres.

## Filmografia

### Cinema
| Ano  | Título                 | Personagem | Notas           |
| ---- | ---------------------- | ---------- | --------------- |
| 2019 | He She It              | Mike       | Curta-metragem  |
| 2024 | The Paradise of Thorns | Thongkham  | Papel principal |

### Séries de televisão
| Ano  | Título           | Personagem         | Notas            |
| ---- | ---------------- | ------------------ | ---------------- |
| 2020 | Ingredients      | Marwin             |                  |
| 2021 | Love Area Part 1 | Sean               | Papel recorrente |
| 2022 | Love Area Part 2 | Sean               | Papel convidado  |
| 2022 | KinnPorsche      | Kim Theerapanyakul | Papel recorrente |
| ASA  | Wuju's Bakery    | Ra-on              |                  |
| ASA  | Happy Ending     | Damon Cillian      |                  |
| ASA  | Vamp             | Jean               |                  |